# Stichopogon scaliger
Stichopogon scaliger är en tvåvingeart som beskrevs av Friedrich Hermann Loew 1847. Stichopogon scaliger ingår i släktet Stichopogon och familjen rovflugor. Inga underarter finns listade i Catalogue of Life.